# نسيب شاهين
نسيب شاهين (1931-2009) أديب فلسطيني، من مدينة رام الله، وُلد سنة 1930 في الولايات المتحدة. وهو ابن عزيز شاهين - أحد أعلام المدينة. قام بتأليف كتاب مصور عن رام الله.

## حياته المهنية
درس في أمريكا باستثناء سنوات قليلة قضاها في رام الله إلا انه عاد إلى أمريكا وتخرج من مدارسها. التحق بالجامعة الأمريكية في بيروت ليحصل منها على شهادة البكالوريوس في الآداب الإنجليزية سنة 1962. وأكمل دراسته فيها ليحصل على شهادتي الماجستير والدكتوراه. درَّس حوالي 34 سنة في جامعة ممفيس بأمريكا.

## أعماله
قام بتأليف كتاب مصور عن رام الله احتوى 445 صورة من أصل 600 صورة كان قد جمعها من الناس عن رام الله خلال عشرات السنين. ومن أهم أعماله، إضافة إلى إعداد الجزء الثاني من كتابه، انه يزور رام الله كل عام ليوزع أرباح مؤسسة عزيز شاهين الخيرية على مستحقيها، كما انه قام بالتبرع لجامعة بيرزيت لبناء مبنى كلية الدراسات العليا في الجامعة.

## تكريم
سمي مبنى المسرح الرئيس في جامعة بيرزيت بمسرح نسيب عزيز شاهين الذي افتتح في كانون أول 2015.